# فرابر کلاس-اس
فرابر کلاس-اس (به انگلیسی: S-class ferry) یک کلاس از کشتی است که طول آن ۱۶۷ متر (۵۴۷ فوت ۱۱ اینچ) می‌باشد.